# Turtle Odyssey
Turtle Odyssey (с англ. — «Одиссея Черепашки») — компьютерная игра в жанре платформер, выпущенная 13 декабря 2004. Разработана и издана компанией Realore Studios.

## Оценки и мнения
| Сводный рейтинг    | Сводный рейтинг |
| Агрегатор          | Оценка          |
| ------------------ | --------------- |
| MobyRank           | 78/100          |
| Иноязычные издания |                 |
| Издание            | Оценка          |
| Freegame.cz        | 90/100          |
| ARBSE              | 85/100          |
| VictoryGames.pl    | [ 1 ] [ 4 ]     |
| Binary Joy         | 4,5/5           |

Turtle Odyssey получила положительные отзывы игровых ресурсов. Так, игра имеет 78 баллов из 100 возможных на сайте MobyGames, основываясь на 7 рецензиях.